# Bound for Glory (2007)
Bound for Glory 2007 fue el tercer Bound for Glory, un evento pago por visión de lucha libre profesional producido por la Total Nonstop Action Wrestling. Tuvo lugar el 14 de octubre de 2007 desde el Gwinnett Center en Duluth, Georgia. La frase del evento fue "Redemption" (Redención).

## Resultados
- The Latin American Xchange (Homicide & Hernández) derrotaron a Triple X (Senshi & Elix Skipper) en un Ultimate X Match, ganando una oportunidad por el Campeonato Mundial en Parejas de la TNA. (11:57)
  - Hernandez retiró a "X" que colgaba desde lo alto, ganando la lucha.
- Eric Young ganó la Fight for the Right Battle Royal (11:55)
  - Young cubrió a Robert Roode con un "Small Package"
  - Además participaron: James Storm, B.G. James, Kip James, Lance Hoyt, Jimmy Rave, Chris Harris, Chris Sabin, Alex Shelley, Kaz, Petey Williams, Junior Fatu, Havok, Shark Boy y Sonjay Dutt.
- A.J. Styles & Tomko derrotaron a Team Pacman (Rasheed Lucius Creed & Ron Killings) (con Adam Jones) ganando el Campeonato en Parejas de la TNA (8:45)
  - Tomko cubrió a Killings después de un "Aided Whiplash".
- Jay Lethal derrotó a Christopher Daniels reteniendo el Campeonato de la División X (11:00)
  - Lethal cubrió a Daniels después de un "Lethal Combination" desde la tercera cuerda.
- The Steiner Brothers (Rick & Scott) derrotaron a Team 3D (Brother Ray & Brother Devon) en un Two out of Three Tables match (12:45)
  - Team 3D aplicó a Rick un "3D" a través de una mesa. (1-0)
  - Scott aplicó a Ray un "Franksteiner" a través de una mesa. (1-1)
  - Rick aplicó a Devon un "Steiner Bulldog" a través de una mesa. (1-2)
- Gail Kim ganó una Knockout Gauntlet Battle Royal ganando el inaugural Campeonato Mundial Femenino de la TNA (12:11)
  - Kim cubrió a Roxxi Laveaux después de un "Emerald Frosion".
  - También participaron Angel Williams, ODB, Awesome Kong, Jackie Moore, Ms. Brooks, Christy Hemme, Taila Madison y Shelly Martinez.
  - Hemme nunca fue eliminada oficialmente. Ella (kayfabe) no pudo continuar y los paramédicos la sacaron del partido.
- Samoa Joe derrotó a Christian Cage con Matt Morgan como vigilante especial (15:45)
  - Joe forzó a Cage a rendirse con la "Coquina Clutch".
- Abyss derrotó a Raven, Rhino y Black Reign en un Monster's Ball match (9:04)
  - Abyss cubrió a Raven después de un "Black Hole Slam" sobre vidrios rotos y tachuelas.
- Sting derrotó a Kurt Angle ganando el Campeonato Mundial Peso Pesado de la TNA (18:27)
  - Sting cubrió a Angle después de un "Scorpion Death Drop".